# Encefalopatia espongiforme transmissible
Les encefalopaties espongiformes transmissibles (EET) són un grup de malalties progressives, sempre letals, associades als prions, que afecten el cervell (encefalopaties) i el sistema nerviós de molts animals, inclosos humans, bous i ovelles. Segons la hipòtesi més estesa, es transmeten per prions, tot i que algunes altres dades suggereixen una vehiculació per una infecció per Spiroplasma. Les habilitats mentals i físiques es deterioren i quan el teixit cerebral obtingut a l'autòpsia és examinat a microscopi s'observen molts forats minúsculs al còrtex que fan que sembli una esponja. Els trastorns provoquen deteriorament de la funció cerebral, com ara canvis de memòria, canvis de personalitaoi problemes de moviment que empitjoren amb el temps.
Les EET dels humans inclouen la malaltia de Creutzfeldt-Jakob — que té quatre formes principals, l'esporàdica (JCC), la hereditària/familiar (fCJD), la iatrogènica (iCJD) i la forma variant (vCJD) —la síndrome de Gerstmann-Sträussler-Scheinker—, l'insomni familiar letal, el kuru i la prionopatia sensible a la proteasa. Aquestes malalties comparteixen un espectre de signes i símptomes. Entre les EET que afecten mamífers no humans hi ha l'scrapie de les ovelles, l'encefalopatia espongiforme bovina (EEB) —popularment coneguda com a «malaltia de les vaques boges»— del bestiar boví i la malaltia del desgast crònic —també coneguda com a «malaltia del cérvol zombi»— en cérvols i uapitís. La forma variant de la malaltia de Creutzfeldt–Jakob és causada per l'exposició a prions de l'encefalopatia espongiforme bovina.
Una característica de les EET és que la seva etiologia pot ser genètica, esporàdica o infecciosa mitjançant la ingestió de productes alimentaris infectats i mitjançant iatrogènia (per exemple, mitjançant una transfusió de sang). La majoria de les EET són esporàdiques i es produeixen en animals sense cap mutació que causi proteïnes priòniques. L'EET hereditària es presenta en animals portadors d'un al·lel molt rar que expressa unes proteïnes —els prions— amb alteracions en la seva estructura secundaria, que causa un plegament erroni de la seva estructura terciària en una conformació que causa la malaltia. La transmissió es produeix quan els animals sans consumeixen teixits d'altres animals amb la malaltia. Durant les dècades de 1980 i 1990, l'encefalopatia espongiforme bovina es va estendre al bestiar en forma epidèmica. Això es va produir perquè el bestiar s'alimentava de les restes de carn i ossos d'altres animals de ramaderia, una pràctica ara prohibida en molts països. Al seu torn, el consum d'aliments derivats de bovins que contenien teixits contaminats amb prions va provocar un brot de la forma variant de la malaltia de Creutzfeldt–Jakob durant la dècada de 1990 i els primers anys del segle xxi.